# Retroazione

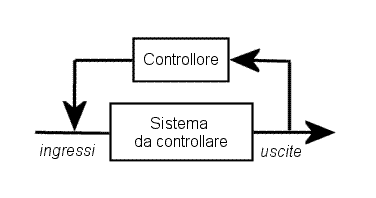
Schema a blocchi di un controllo in retroazione.

La retroazione, controreazione, retroregolazione, o feedback (dall'inglese), è la capacità di un sistema dinamico di tenere conto dei risultati del sistema stesso, per modificare le proprie caratteristiche. 
La teoria dei sistemi retroazionati è utilizzata in molti campi delle scienze pure, delle scienze applicate (tra cui i controlli automatici) e della biologia. Il concetto è stato introdotto dal matematico americano Norbert Wiener negli anni quaranta.
Applicazioni pratiche sono il termostato (dal 1620), il rotore per la regolazione automatica dei mulini a vento (dal 1745), il galleggiante delle cisterne domestiche (dal 1746), il regolatore centrifugo di James Watt (dal 1789), oggi ad esempio i microprocessori nelle automobili e nei motori a reazione.

## Principio
In un controllo in retroazione il valore della variabile in uscita dal sistema viene letto dal controllore che agisce modificando l'ingresso del sistema. Questa caratteristica differenzia i sistemi retroazionati (ad "anello") dai sistemi non retroazionati (ad anello aperto), in cui cioè la funzione di retroazione è nulla (e non "unitaria").
Per i sistemi in retroazione esistono tre funzioni di trasferimento d'interesse per lo studio: la funzione "ad anello aperto" è quindi quella del sistema controllato {\displaystyle g_{d}(s)}, in cui è presente la costante moltiplicativa manipolabile in sede di progettazione detta "guadagno d'anello" ed indicata con k; quella "d'anello" è quella del sistema in serie chiuso controllore-controllato (considerata sia nel luogo delle radici che dal criterio di Nyquist) che si ottiene facendo coincidere l'uscita con l'ingresso {\displaystyle L(s)=g_{d}(s)g_{c}(s)} o moltiplicando quella ad anello aperto per quella caratteristica del controllore stesso ({\displaystyle g_{c}(s)}); infine la funzione equivalente totale (del sistema diretto equivalente a quello retroazionato in esame, cioè che abbia stesso ingresso e stessa uscita), detta anche "ad anello chiuso" è:
{\displaystyle G(s)={\frac {g_{d}(s)}{1\pm L(s)}}={\frac {g_{d}(s)}{1\pm g_{c}(s)g_{d}(s)}}}
a seconda che la retroazione sia positiva (meno) o negativa (più), ovvero che nel primo nodo il segnale del controllore si sommi o sottragga al segnale in ingresso.
Nei sistemi di controllo ad anello aperto il valore della variabile manipolabile viene determinato dentro il nostro sistema sfruttando modelli matematici; tali sistemi vengono chiamati predittivi perché non viene effettuata nessuna verifica sul valore.
Nei sistemi di controllo retroazionati invece il valore viene determinato e corretto in base alla misura della variabile controllata e alla verifica della sua rispondenza; per questo motivo i sistemi retroazionati vengono anche chiamati "esplorativi".
Ad esempio, un sistema di puntamento ad anello aperto calcola a priori le coordinate dell'obiettivo, quindi sia la direzione che l'alzata, calcola gli effetti del vento o di altri agenti esterni e poi incomincia a sparare. Il fatto che l'obiettivo sia stato centrato o meno non influisce sul puntamento dei colpi successivi. In un sistema retroazionato invece, dopo che è stato sparato il primo colpo si valuta la distanza dell'obiettivo e in base a questa vengono modificate le impostazioni dell'arma. Il secondo sistema è quindi molto più efficiente del primo.

### Retroazione positiva
Si parla di "retroazione positiva" quando i risultati del sistema vanno ad amplificare il funzionamento del sistema stesso, che di conseguenza produrrà risultati maggiori che amplificheranno ulteriormente il funzionamento del sistema. I sistemi con retroazione positiva sono facilmente (ma non sempre) instabili e tipicamente portano il sistema a divergere.

#### Retroazione dell'albedo del ghiaccio
Un esempio di sistema o processo con retroazione positiva in natura è la fusione dei ghiacci ai poli. I ghiacci dei poli, essendo bianchi, riflettono i raggi solari. L'aumento della temperatura globale fa fondere i ghiacci e questo comporta l'aumento della quantità di raggi solari assorbiti dalla terra per diminuzione dell'effetto albedo, il che fa aumentare ulteriormente la temperatura globale e fondere altri ghiacci e così via. Questo sistema è instabile e porta alla fusione completa dei ghiacci. Lo stesso meccanismo o processo può anche agire al contrario, sempre in retroazione positiva, portando all'espansione dei ghiacci del Polo.

#### Effetto Larsen
Un altro esempio di retroazione positiva arriva dall'elettroacustica: posto il fatto che una catena elettroacustica è essenzialmente composta da un trasduttore di ingresso (ad esempio un microfono), da un apparato di amplificazione elettronica e da un trasduttore di uscita (generalmente un altoparlante), se il suono riprodotto dall'altoparlante ritorna acusticamente attraverso l'ambiente al microfono si può verificare l'insorgere di un acuto sibilo o una vibrazione grave continua, il cui volume, per effetto della reazione positiva, tende ad aumentare all'infinito.
Questo fenomeno si chiama anche innesco o ritorno e si può eliminare solo allontanando il microfono dagli altoparlanti, rompendo quindi l'anello di retroazione, o abbassando drasticamente il volume ossia portando il coefficiente di amplificazione ad un valore minore di uno. Se nella catena di amplificazione è presente un equalizzatore, è talvolta possibile, operando un'attenuazione della frequenza del tono dell'innesco, eliminare o ridurre di parecchio l'insorgere dell'effetto Larsen; tale fatto si basa sul concetto che riducendo anche di poco con l'equalizzatore il livello della banda di frequenza interessata all'innesco, si riduce di fatto la possibilità dell'innesco senza dover necessariamente ridurre troppo il guadagno del segnale, e quindi senza alterare in modo troppo evidente le caratteristiche tonali di quel segnale. Questa tecnica è normalmente usata dai sound engineer durante gli spettacoli dal vivo e richiede sia ottimo orecchio acustico per individuare la frequenza da attenuare che velocità e precisione nella manovra.
La manovra può essere anche solo temporanea; per esempio, abbassando di 3 decibel una data banda di frequenze dell'equalizzatore per poi rialzarla di 3 decibel appena l'innesco cessa. Questa è considerata una manovra di emergenza, non in grado di assicurare stabilità al sistema di riproduzione sonora.
Un'altra tecnica molto utilizzata, e di efficacia molto più alta, richiede un equalizzatore di tipo "parametrico" e consiste nell'eliminare esclusivamente una minima porzione di segnale nella banda dove avviene l'innesco; tale tecnica consente di rendere ancora più "trasparenti" gli interventi correttivi, a tutto beneficio dell'integrità tonale del segnale audio.
Lo stesso effetto avviene anche nell'amplificazione di chitarre acustiche, che avviene per mezzo di un pickup acustico (quindi un microfono specializzato) e valgono le considerazioni di cui sopra per l'eliminazione. Molti amplificatori per chitarra acustica includono infatti un filtro "notch" regolabile progettato per eliminare o almeno ridurre l'effetto Larsen.
L'effetto Larsen avviene difficilmente nelle chitarre elettriche a cassa piena, dove il pickup è di tipo elettromagnetico ad induzione, quindi ben poco sensibili ai rumori acustici, ma è stato utilizzato da diversi chitarristi per creare effetti speciali, semplicemente appoggiando la paletta della chitarra all'amplificatore.
Sempre tale effetto può affliggere la riproduzione di dischi in vinile, soprattutto ad alto volume e con giradischi economici. Le vibrazioni delle frequenze basse emesse dal sistema di altoparlanti "rientrano" nel giradischi e poi alla testina per conduzione acustica, generando un fortissimo rumore a bassa frequenza, praticamente impossibile da controllare. Per contrastare tale fenomeno in ambito domestico, taluni amplificatori dispongono di un filtro "rumble" o passa alto. Nell'epoca d'oro delle discoteche era invece consuetudine realizzare i supporti per i giradischi in calcestruzzo armato o scatolato riempito di sabbia, tenuti separati dalla struttura della console del Disc jockey in modo da risultare più isolati acusticamente possibile e utilizzare giradischi particolarmente pesanti e inerti, come il celeberrimo modello SL 1200 del costruttore giapponese Technics, diventato un'icona nel settore e rimasto in produzione per circa 30 anni, a conferma della validità in ambito lavorativo.

### Retroazione negativa o controreazione
Si parla di "retroazione negativa" (o "controreazione") quando i risultati del sistema vanno a smorzare il funzionamento del sistema stesso stabilizzandolo. I sistemi con retroazione negativa sono in genere stabili e tipicamente portano il sistema a convergere.
È il sistema con il quale ogni amplificatore audio, sia di segnale che di potenza, stabilizza autonomamente il proprio guadagno, ovvero la funzione di trasferimento dell'amplificatore stesso, sia in termini di guadagno che di risposta in frequenza. È una funzione automatica, del tutto trasparente all'utente.
Il sistema di puntamento spiegato sopra è un sistema a retroazione negativa: il risultato del tiro viene usato per stabilizzare il sistema sull'obiettivo. Ogni tiro può essere utilizzato per puntare meglio l'arma e arrivare più vicino al bersaglio.

#### Cloud(albedo)feedback
Un esempio di sistema con retroazione negativa preso dall'ipotesi Gaia è la presenza del vapore acqueo nell'atmosfera. Con l'aumento della temperatura globale una quantità maggiore di vapore acqueo si forma nell'atmosfera dando vita ad una quantità maggiore di nubi. Le nubi, così come i ghiacci del polo, sono bianche e quindi riflettono i raggi solari (cioè hanno una albedo alta). Un minore assorbimento dei raggi solari da parte della Terra riduce la temperatura globale e quindi diminuisce il vapore acqueo nell'atmosfera. Grazie a questo fenomeno, in assenza di altri ingressi, il quantitativo di vapore acqueo nell'atmosfera tende ad essere stabile.
Tuttavia lo stesso processo porta anche ad una retroazione positiva, infatti con l'aumento di temperatura aumenta la quantità di vapor d'acqua e, poiché questo è un gas serra, contribuisce ad aumentare ulteriormente la temperatura terrestre. Per questo motivo il dibattito tra gli scienziati è ancora aperto, infatti è difficile stimare l'effetto generale del cloud feedback e determinare quale delle diverse retroazioni abbia peso maggiore.

#### La boa galleggiante
Un altro semplice esempio di retroazione negativa è dato dal galleggiamento di una boa. Infatti se la boa tende ad affondare, la forza di Archimede aumenta e tende a farla risalire; invece se la boa tende a risalire, la forza di Archimede diminuisce e quindi la boa ridiscende. L'intero sistema si porta alla stabilità, cioè la boa galleggia ad una ben determinata altezza. Se un disturbo influenza il sistema costituito dalla boa (per esempio le onde), il sistema reagisce oscillando, ma mantiene comunque la stabilità.

#### Ritardi nell'anello di retroazione
Il tempo che trascorre tra il momento in cui si ha l'effetto e il momento in cui tale effetto viene preso in considerazione per modificare il sistema viene definito "ritardo nell'anello di retroazione". Quando questo ritardo è elevato, si possono avere problemi di stabilità anche nei sistemi con retroazione negativa che spesso danno vita a fenomeni oscillatori.
Si consideri come esempio il sistema costituito da una persona che si fa la doccia, il miscelatore e il tubo che porta l'acqua dal miscelatore al soffione della doccia. Se la persona che si fa la doccia sente freddo gira il miscelatore verso l'acqua calda, ma a causa della lunghezza del tubo l'effetto dell'azione non viene percepito immediatamente dalla persona che, sentendo ancora freddo, girerà ulteriormente il miscelatore verso il caldo. A questo punto, però, l'acqua potrebbe divenire troppo calda, perciò la persona girerà il miscelatore verso il freddo fino a che l'acqua non sarà sufficientemente fredda ma, a causa del ritardo, anche in questo caso l'azione sarà eccessiva, portando ad avere l'acqua troppo fredda. In questo caso siamo in presenza di un sistema stabile (in quanto la temperatura dell'acqua si mantiene sempre entro un certo intervallo di temperatura), ma l'andamento non è convergente verso l'obiettivo, bensì oscillatorio. L'oscillazione non si verificherebbe se la persona regolasse il miscelatore più lentamente del tempo che impiega l'acqua a percorrere il tubo: se prima di ogni spostamento infinitesimale del miscelatore attendesse l'effetto dello spostamento precedente, non rischierebbe di ricevere acqua caldissima o freddissima.

#### Stabilità nel transitorio
Altrettanto importante è lo studio della stabilità di un sistema di controllo retroazionato durante il periodo transitorio: è infatti possibile che il sistema sia stabile a regime, ma non lo sia nell'intervallo di tempo tra l'innesco del controllo da parte del controllore e la situazione (output) a regime (transitorio), ovvero presenti anche qui andamenti oscillanti prima di stabilizzarsi, cosa che è del tutto indesiderata in taluni sistemi di controllo come i sistemi di asservimento (ad esempio il servosterzo) in cui l'uscita deve seguire fedelmente l'ingresso anche nel transitorio. A tal fine, risulta utile la progettazione di reti compensatrici o correttrici dell'errore, tramite nozioni e strumenti propri della teoria del controllo (quali ad esempio diagrammi di Bode, diagrammi di Nyquist, margine di fase e di guadagno).

## In climatologia
Il sistema climatico presenta numerosi esempi di fenomeni retroattivi: quando una tendenza al riscaldamento provoca effetti che inducono ulteriore riscaldamento si parla di "retroazione positiva", quando invece gli effetti producono raffreddamento si parla di "retroazione negativa". La principale retroazione positiva nel sistema climatico comprende il vapore acqueo, mentre la principale retroazione negativa è costituita dall'effetto della temperatura sull'emissione di radiazione infrarossa: all'aumentare della temperatura di un corpo, la radiazione emessa aumenta in proporzione alla quarta potenza della sua temperatura assoluta (legge di Stefan-Boltzmann). Questo effetto fornisce una potente retroazione negativa che tende a stabilizzare il sistema climatico nel tempo.
Uno degli effetti a retroazione positiva è invece in relazione con l'evaporazione dell'acqua. Se l'atmosfera è riscaldata, la pressione di saturazione del vapore aumenta e con essa aumenta la quantità di vapore acqueo nell'atmosfera. Poiché esso è il principale gas serra, il suo aumento rende l'atmosfera ancora più calda, e di conseguenza una maggiore produzione di vapore acqueo. Questo processo "a valanga" continua finché un altro fattore interviene per interrompere la retroazione. Il risultato è un effetto serra molto più grande di quello dovuto alla sola CO2, anche se l'umidità relativa dell'aria rimane quasi costante.
D'altra parte anche la fusione dei ghiacci sotto forma di calore latente di fusione sottratto all'atmosfera e la capacità degli oceani di fungere da serbatoi di calore sono da considerarsi anch'essi feedback negativi rilevanti del sistema climatico.
Gli effetti di retroazione dovuti alle nuvole sono attualmente campo di ricerca. Viste dal basso, le nuvole emettono radiazione infrarossa verso la superficie, esercitando un effetto di riscaldamento; vista dall'alto, le nuvole riflettono la luce solare ed emettono radiazione verso lo spazio, con effetto opposto. La combinazione di questi effetti comporta un raffreddamento o un riscaldamento netto a seconda del tipo e dell'altezza delle nuvole. Queste caratteristiche sono difficili da includere nei modelli climatici, in parte a causa della piccola estensione delle stesse nei modelli simulativi e costituiscono le parametrizzazioni del modello. Un esempio in questo campo è l'ipotesi Iris, formulata nel 2001 dallo scienziato Richard Lindzen.
Un effetto più sottile è costituito dai cambiamenti nel gradiente adiabatico mentre l'atmosfera si scalda. La temperatura atmosferica diminuisce con l'aumentare dell'altezza nella troposfera. Poiché l'emissione di radiazione infrarossa è legata alla quarta potenza del valore della temperatura, la radiazione emessa dall'atmosfera superiore è minore rispetto a quella emessa dall'atmosfera inferiore. La maggior parte della radiazione emessa dall'atmosfera superiore viene irradiata verso lo spazio mentre quella dell'atmosfera inferiore viene riassorbita dalla superficie o dall'atmosfera. Quindi, l'intensità dell'effetto serra dipende da quanto la temperatura decresce con l'altezza: se essa è superiore, l'effetto serra sarà più intenso, mentre se è inferiore l'effetto sarà più debole. Queste misurazioni sono molto sensibili agli errori, rendendo difficile stabilire se i modelli climatici siano o meno aderenti alle osservazioni sperimentali.

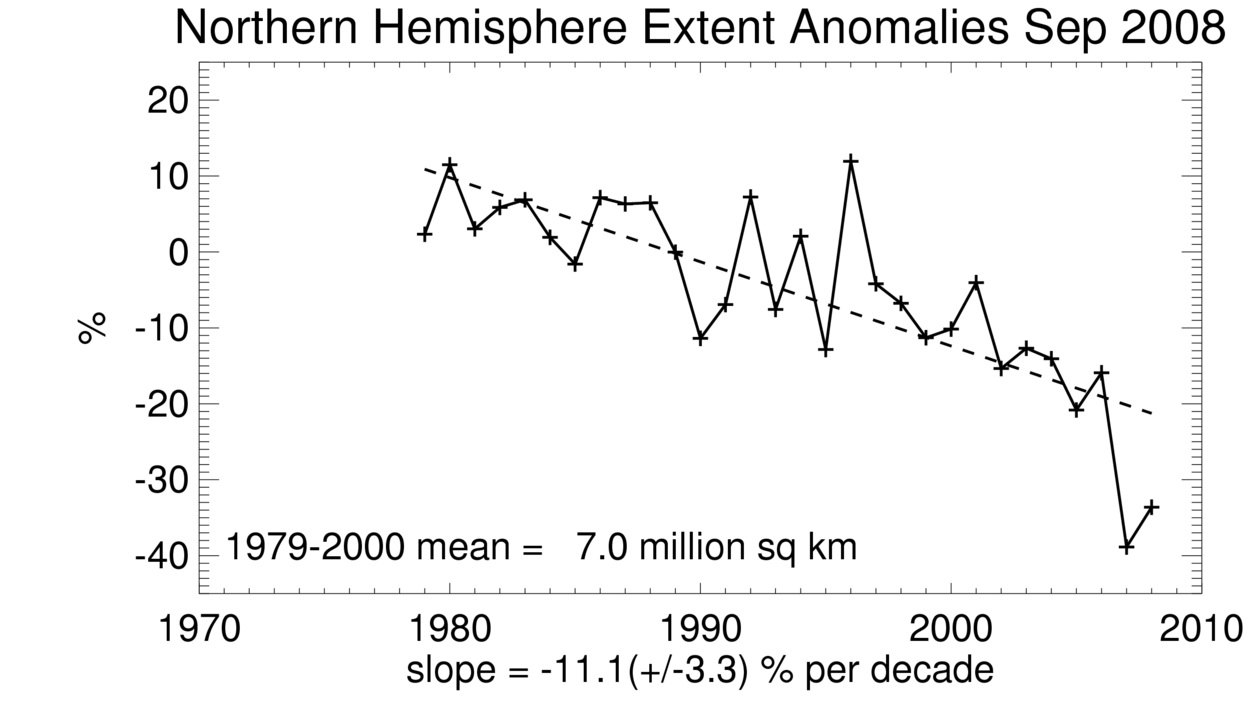
Andamento dei ghiacci nell'emisfero settentrionale

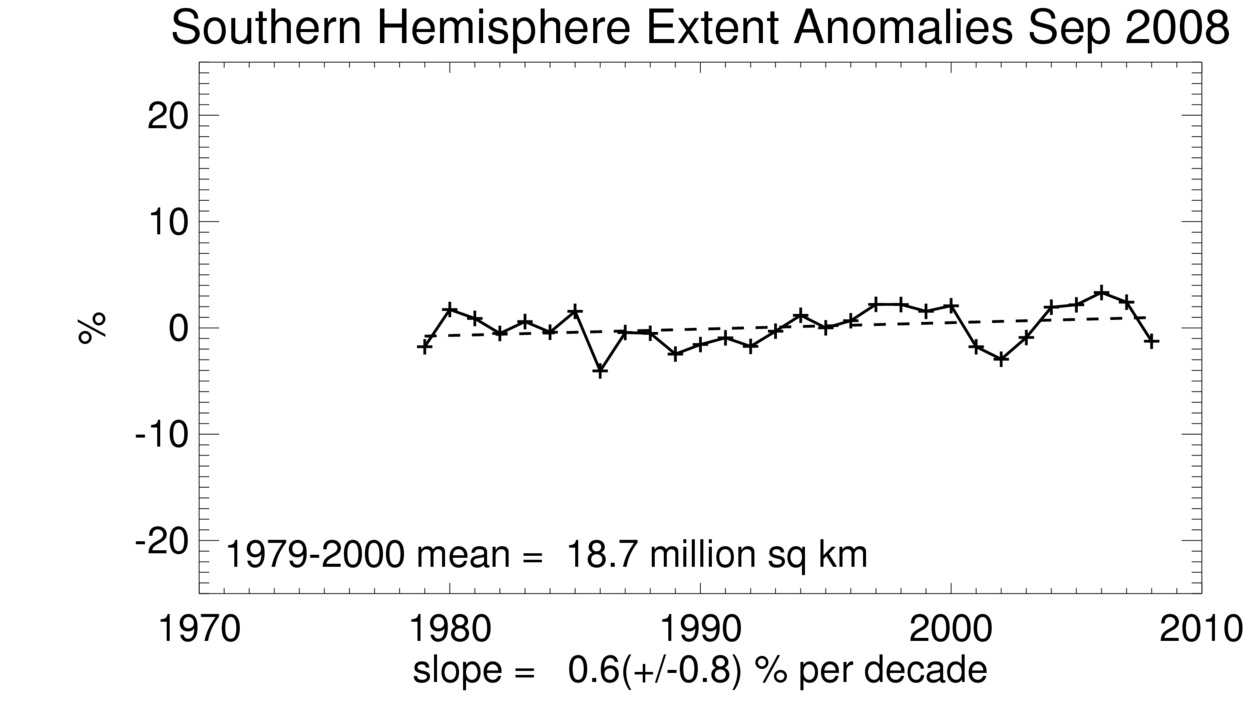
Andamento dei ghiacci nell'emisfero meridionale

Un altro importante processo a retroazione è costituito dall'albedo del ghiaccio: quando la temperatura globale aumenta, i ghiacci polari fondono ad un tasso superiore. Sia la superficie emersa che le acque riflettono meno la luce solare rispetto al ghiaccio, quindi l'assorbono maggiormente. Per questo motivo aumenta il riscaldamento globale, che incrementa la fusione dei ghiacci e continua il processo.
Anche l'aumento/diminuzione della copertura vegetale e più in generale la modificazione dei suoli influirebbero sull'albedo planetario quindi come feedback sul sistema climatico.
Il riscaldamento è anche un fattore scatenante per il rilascio di metano da varie sorgenti presenti sia sulla terra che sui fondali oceanici. Il disgelo del permafrost, come quello presente nelle torbiere ghiacciate in Siberia crea una retroazione positiva a causa del rilascio di anidride carbonica (CO2) e metano (CH4). 
Analogamente, l'aumento della temperatura degli oceani, può rilasciare metano dai depositi di idrati di metano e clatrati di metano presenti nelle profondità in base all'ipotesi dei clatrati. Questi fenomeni sono attualmente oggetto di intense ricerche.
Con il riscaldamento degli oceani si prevede inoltre un feedback positivo sulla concentrazione di CO2 in atmosfera a causa della diminuzione della capacità di assorbimento diretto per solubilità ed anche da parte degli ecosistemi oceanici. Infatti il livello mesopelagico (situato ad una profondità compresa tra 200 m e 1000 m) subisce una riduzione delle quantità di nutrienti che limitano la crescita delle diatomee in favore dello sviluppo del fitoplancton. Quest'ultimo è una pompa biologica del carbonio meno potente rispetto alle diatomee.
Infine un altro feedback climatico molto discusso è quello delle correnti oceaniche: lo scioglimento dei ghiacci polari dovuto al riscaldamento globale porterebbe ad una alterazione della circolazione termoalina e a una conseguente alterazione del cosiddetto Nastro Trasportatore Oceanico, in particolare del ramo superficiale nord-atlantico ovvero la Corrente del Golfo, con effetto di raffreddamento sull'emisfero settentrionale, in particolare sul continente europeo, contrastando, annullando o addirittura invertendo il trend al riscaldamento degli ultimi decenni.

## In biologia
In biologia, per retroazione si intende la capacità di un sistema di autoregolarsi (feedback negativo), tenendo conto degli effetti scaturiti dalla modificazione delle caratteristiche del sistema stesso. Negli esseri viventi, ad esempio, i sistemi a retroazione negativa e positiva sono ampiamente utilizzati per regolare l'omeostasi dell'organismo.

### Aspetti generali
Nei sistemi biologici (come gli organismi viventi, ma anche gli ecosistemi e la biosfera), la maggior parte dei parametri deve essere tenuta sotto stretto controllo, all'interno di un campo di intervallo preciso dei valori che circondano il valore ottimale relativo alle condizioni ambientali vigenti in quel determinato momento. La deviazione da tale valore può essere dovuta a cause esterne ed interne al sistema stesso. Il valore da mantenere, in generale, è registrato in un dispositivo in grado di confrontarlo con il valore vigente, inviando l'informazione di una eventuale deviazione al dispositivo effettore, in grado di modificare il sistema stesso perché si adatti alle nuove condizioni rilevate.

### Retroazione ed omeostasi degli organismi
Nei sistemi biologici esistono normalmente due tipi di retroazione: retroazione positiva e retroazione negativa. La retroazione positiva tende ad accelerare un processo, mentre la retroazione negativa a rallentarlo. La retroazione negativa aiuta a mantenere la stabilità di un sistema, contrastando i cambiamenti dell'ambiente esterno. In questo senso, essa è strettamente collegata all'omeostasi, poiché contribuisce notevolmente al suo mantenimento. 
La retroazione positiva amplifica invece le possibilità di divergenza, di evoluzione: è un meccanismo che permette il cambiamento, la crescita, e dà al sistema la capacità di raggiungere nuovi livelli di equilibrio.
Ad esempio, la maggior parte delle retroazioni positive presenti in un organismo facilitano i fenomeni di auto-eccitazione del sistema endocrino e di quello nervoso (ad esempio in caso di risposta allo stress) e gioca un ruolo fondamentale nei meccanismi di regolazione della morfogenesi, della crescita e dello sviluppo degli organi, tutti processi che necessitano essenzialmente di una rapida divergenza da uno stato iniziale di quiete.

### Retroazione e processi cellulari
I meccanismi di retroazione sono centrali anche nelle reti che regolano l'espressione genica. François Jacob e Jacques Monod identificarono nel 1961 il primo ciclo retroattivo, quello dell'operone lac attraverso il quale le cellule di Escherichia coli sono in grado di regolare la trascrizione dei geni dell'operone stesso.
Meccanismi di regolazione a retroazione negativa sono ampiamente presenti anche nelle vie metaboliche delle cellule. Un meccanismo molto comune consiste nell'inibizione da prodotto, che consiste nella riduzione dell'efficienza di un enzima mediata dal prodotto della reazione che esso catalizza. L'enzima glicolitico fosfofruttochinasi, ad esempio, è inibito attraverso una modificazione allosterica mediata dal prodotto di reazione fruttosio-1,6-bisfosfato. 
I meccanismi biochimici e biomolecolari di retroazione negativa hanno lo scopo di ottimizzare i processi stessi. Il repressore dell'operone lac, ad esempio, riduce eventuali sprechi energetici legati ad una sovrapproduzione delle proteine dell'operone stesso. L'inibizione da substrato della fosfofruttochinasi, in modo analogo, riduce la produzione totale di energia, qualora la cellula non ne abbia al momento bisogno.